# خفاشان بینی‌برگه‌ای جهان قدیم
خفاشان بینی‌برگه‌ای جهان قدیم (نام علمی: Hipposideridae) نام یک خانواده از راسته خفاش است.